# Fabrizio Basta Doreto
Fabrizio Basta Doreto  est un joueur brésilien de volley-ball né le 28 février 1982 à São Caetano do Sul (État de São Paulo). Il mesure 2,03 m  et joue central.

## Clubs
| Club                    | Pays   | De        | À         |
| ----------------------- | ------ | --------- | --------- |
| ADC São Bernardo        | Brésil | 2003-2004 | 2004-2005 |
| CA Amaraçan Santo André | Brésil | 2005-2006 | 2005-2006 |
| Club Alès CVB           | France | 2006-2007 | 2010-2011 |
| Paris Volley            | France | 2011-2012 |           |

## Palmarès
- Championnat de France Pro B (1)
  - Vainqueur : 2008
- Championnat du Brésil (1)
  - Vainqueur : 2005